# Приют в долине Пяти польских прудов
Приют в долине Пяти польских прудов (пол. Schronisko PTTK w Dolinie Pięciu Stawów Polskich) — горный приют, находящийся в долине Пяти польских прудов горного массива Высокие Татры, Польша. Горный приют находится на высоте 1671 метра над уровнем моря. Приют работает круглый год и является самым высокорасположенным горным приютом Польши. Горный приют предоставляет питание и ночлег на двухъярусных кроватях для 67 человек в 2, 4, 7, 8 и 10-местных комнатах. Управляется Польским туристско-краеведческим обществом.